# Мусса Каргугу
Мусса Каргугу (фр. Moussa Kargougou; 15 жовтня 1926, Французька Верхня Вольта — 17 серпня 1997) — державний діяч Верхньої Вольти, міністр закордонних справ (1977-1980).

## Біографія
Працював учителем у школі École Normale William Ponty в Дакарі, вступив до лав Африканського демократичного об'єднання.
- 1958-1963 рр. — займав ряд міністерських постів — у тому числі в 1958 р. - міністра освіти і культури, але був відправлений у відставку,
- 1977-1980 рр. — міністр закордонних справ Верхньої Вольти.